# Launaguet
Launaguet è un comune francese di 7 049 abitanti situato nel dipartimento dell'Alta Garonna nella regione dell'Occitania.

## Società

### Evoluzione demografica
Abitanti censiti

## Galleria d'immagini

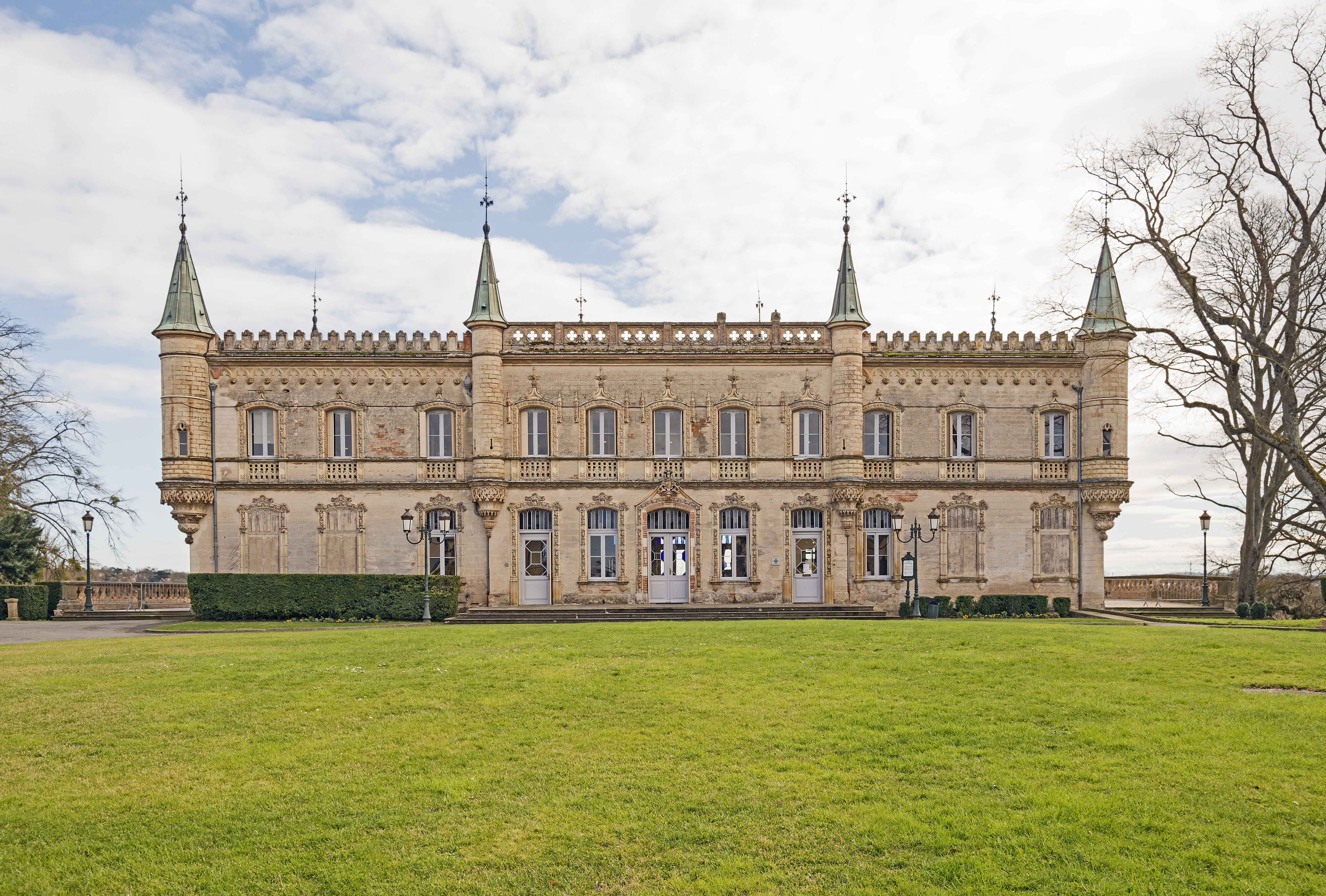
Facciata del Castello di Launaguet
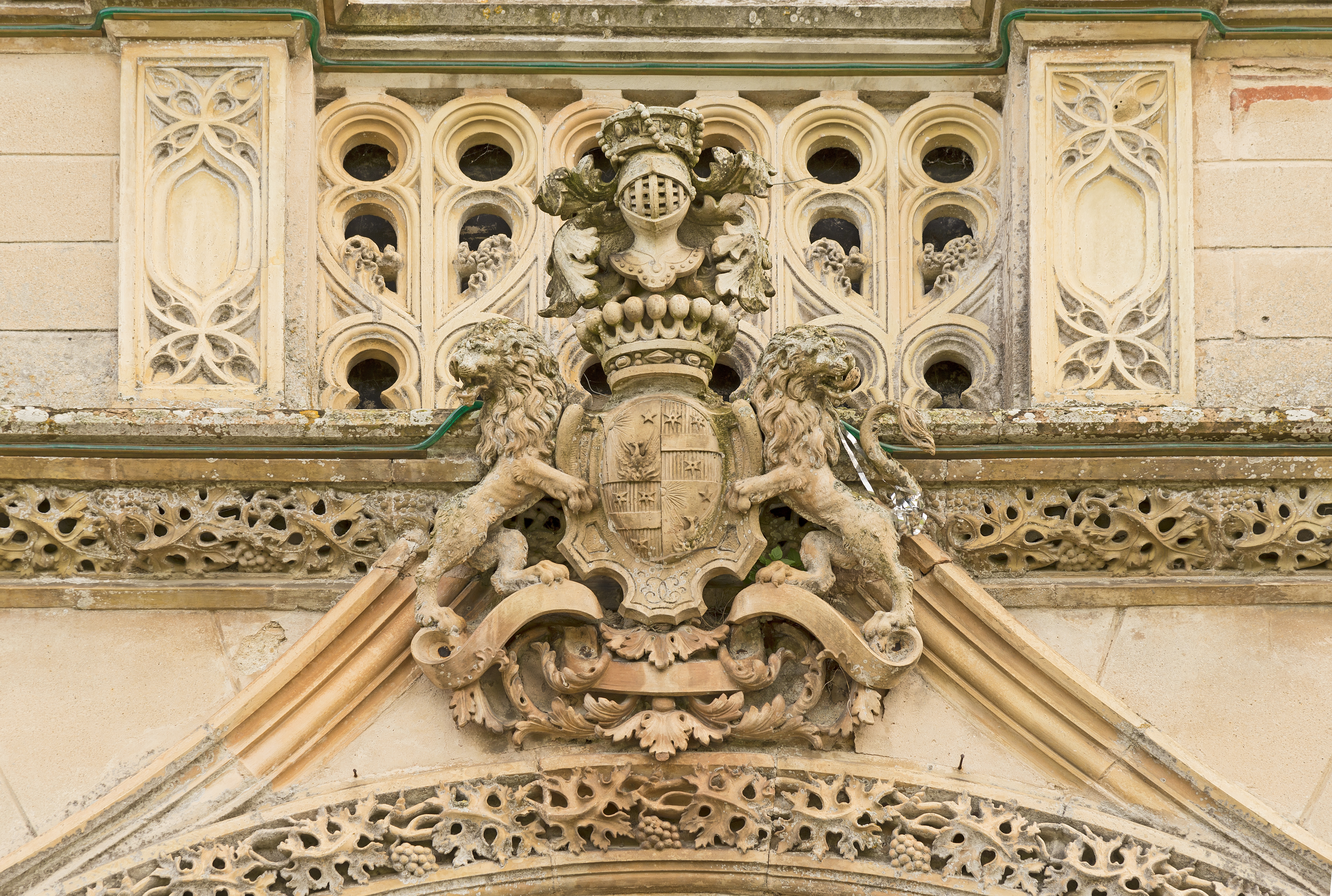
Particolare della facciata del Castello di Launaguet
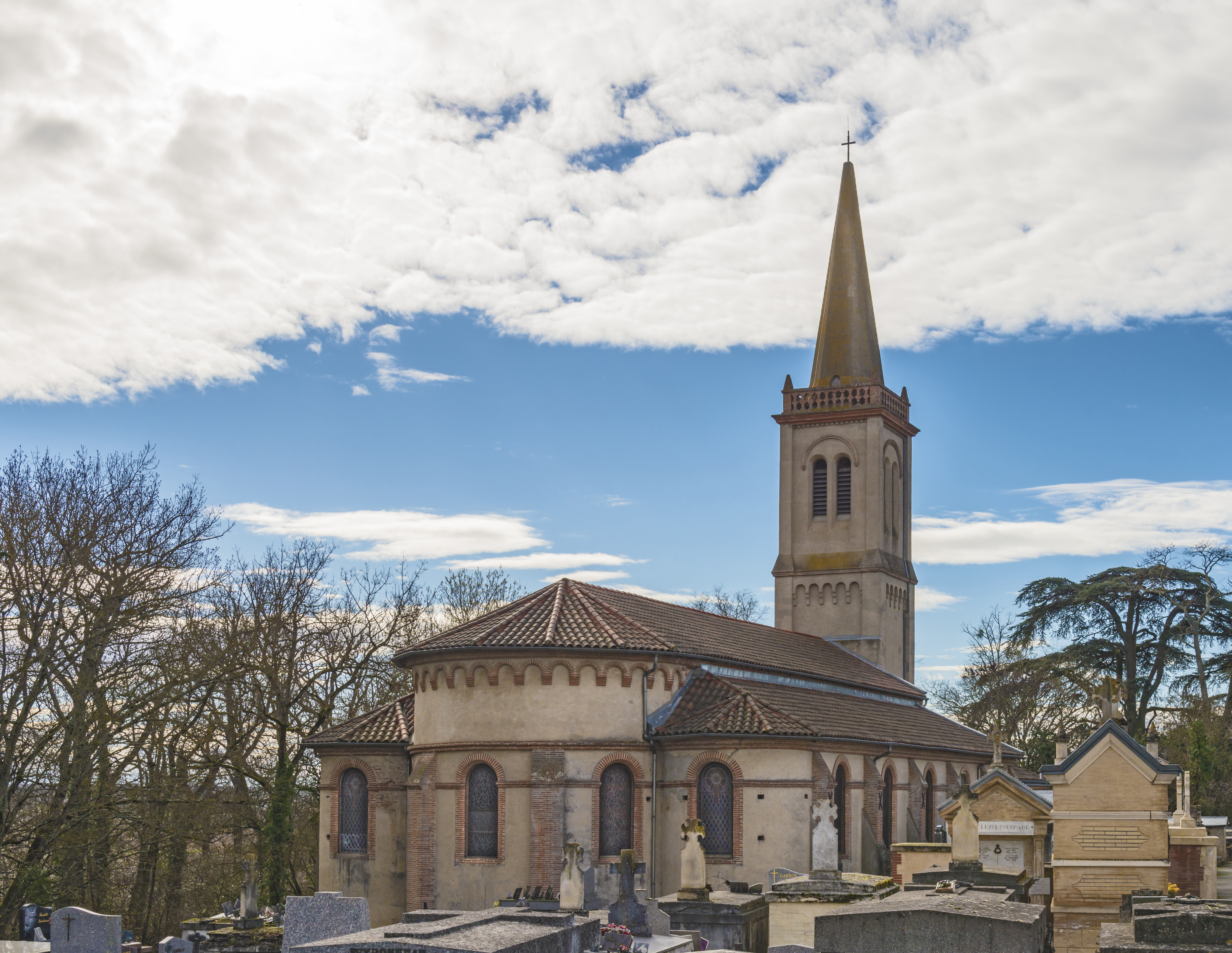
Chiesa di San Bartolomeo - L'abside
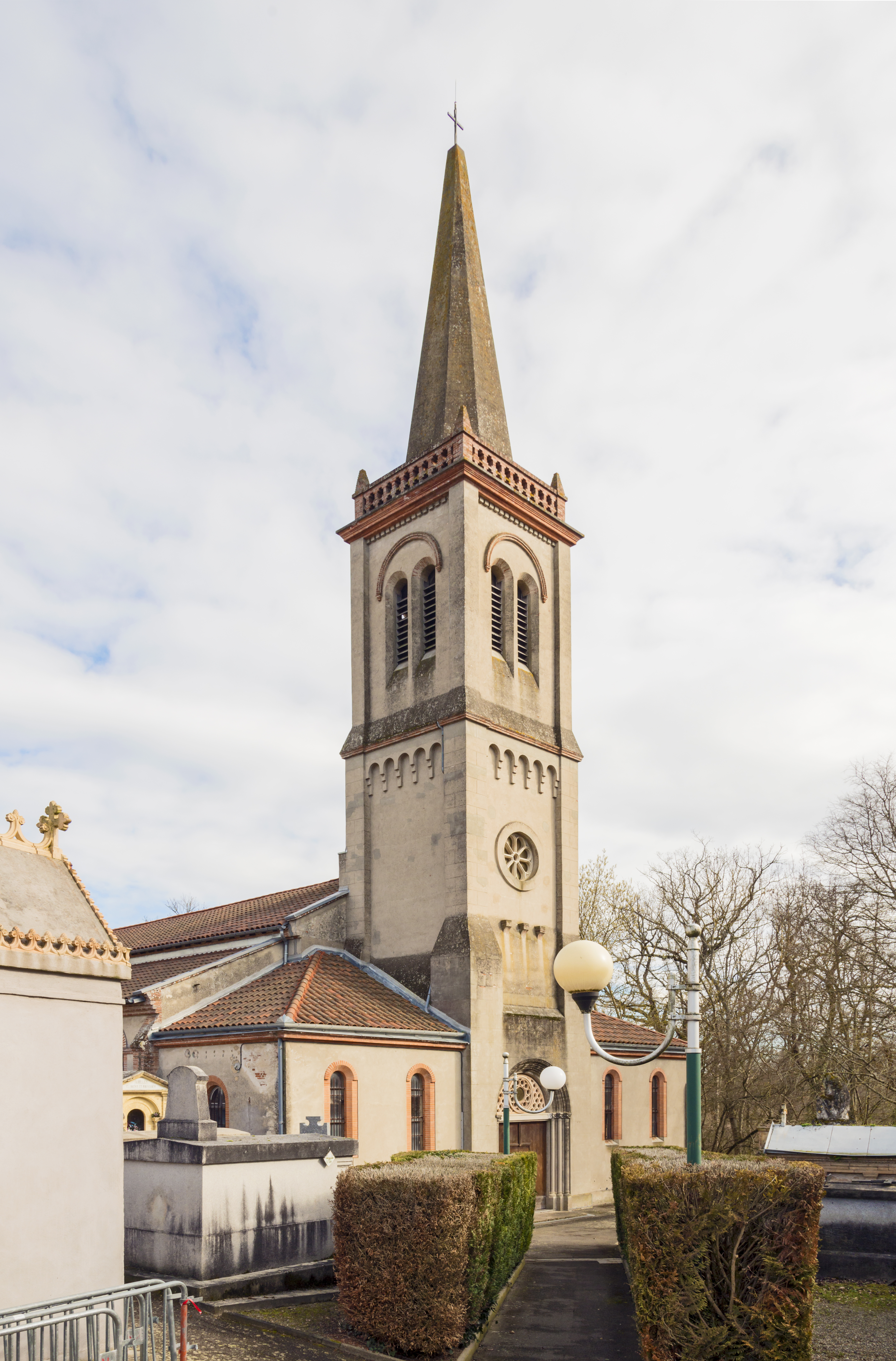
Chiesa di San Bartolomeo - Il campanile